# 李也先不花
李也先不花（？—？），白马县（今河南省滑县）人，元朝政治人物。

## 生平
李也先不花曾于1332年接替明安答儿任松江府知府一职，1334年由申秉礼接任。